# Biblioteka Załuskich

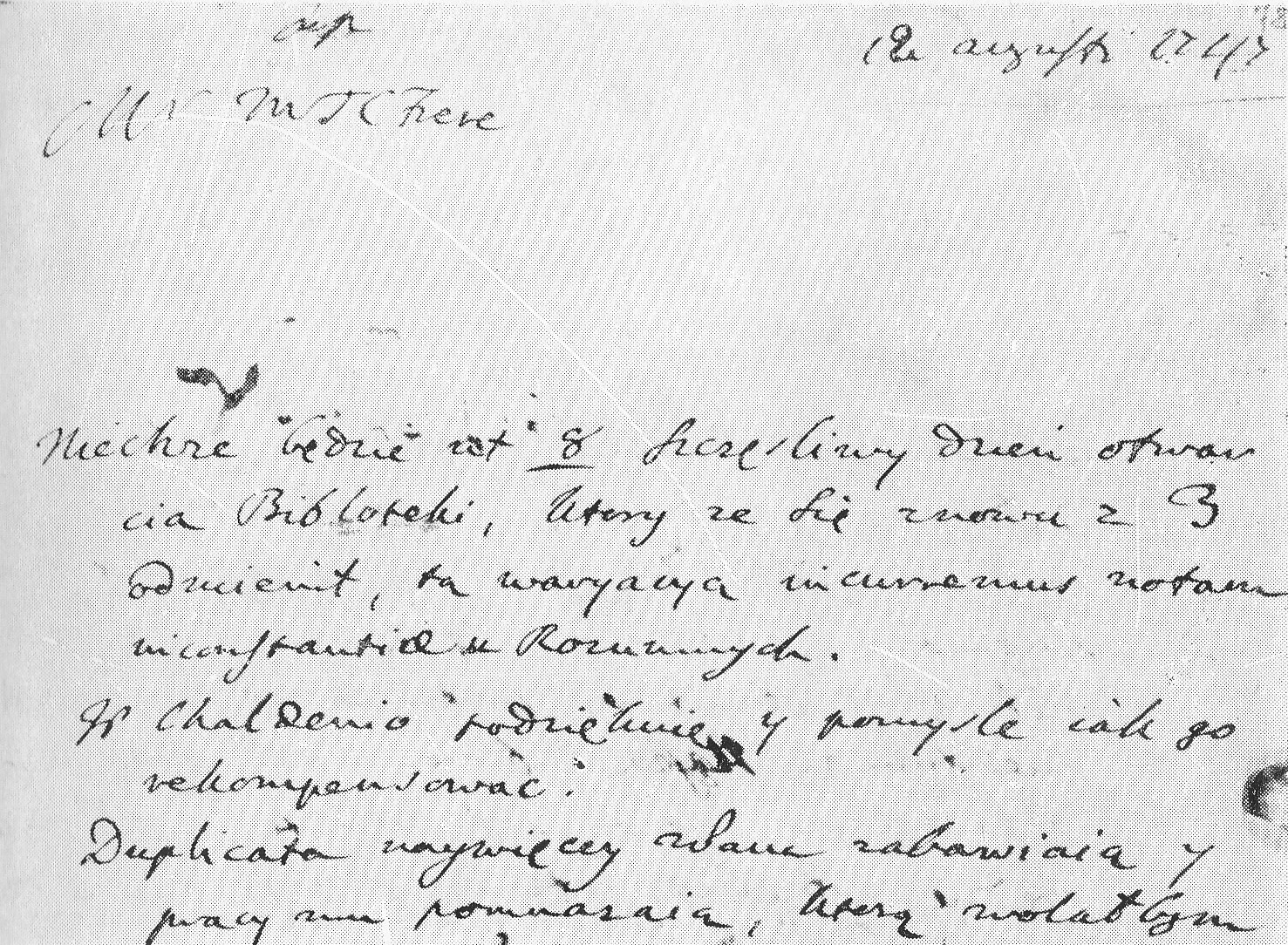
Fragment listu Andrzeja Stanisława Załuskiego z 12 sierpnia 1747 do brata Józefa Andrzeja ze wzmianką o otwarciu biblioteki

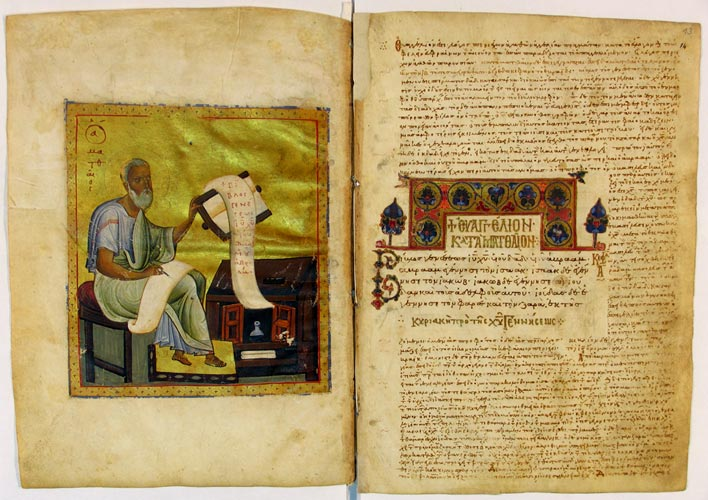
Minuskuł 569 z 1061, zrabowany przez Rosjan w 1794

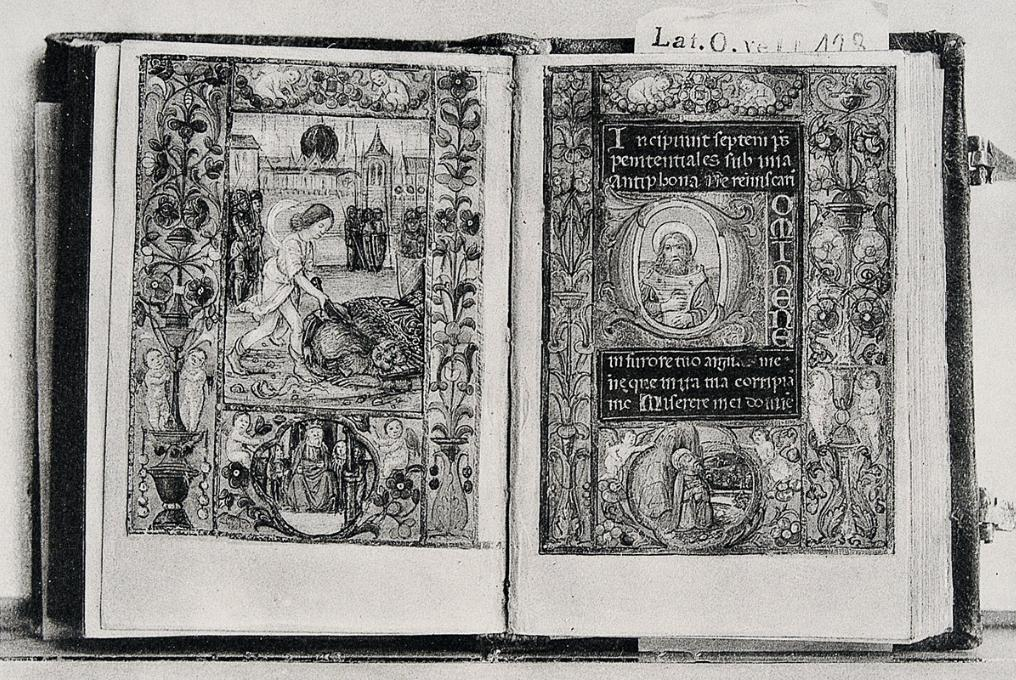
Godzinki, manuskrypt z 1492 zrabowany przez Rosjan w 1794, w 1921 powrócił do Polski. Zrabowany przez Niemców z Biblioteki Narodowej w Warszawie w 1941 roku

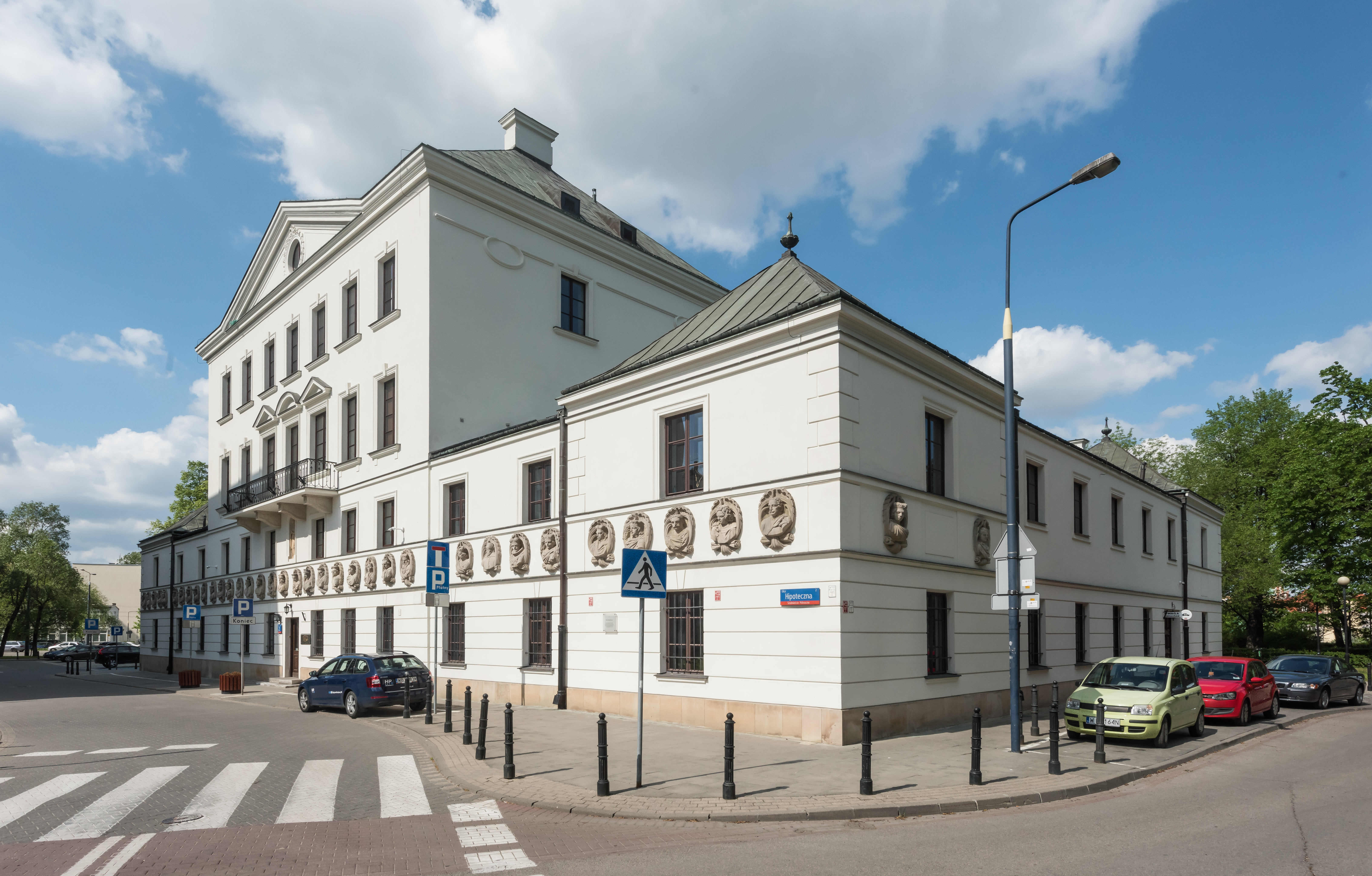
Dom Pod Królami, siedziba Biblioteki Załuskich (2021)

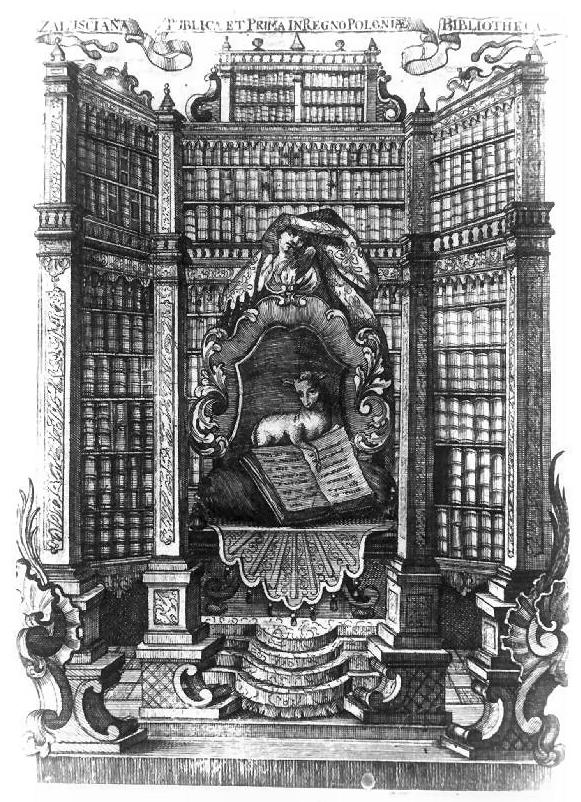
Ekslibris Biblioteki Załuskich z fragmentem wnętrza biblioteki

Biblioteka Załuskich, Biblioteka Publiczna Rzeczypospolitej, Biblioteka Publiczna Załuskich – biblioteka publiczna w Warszawie, od 1780 polska biblioteka narodowa, jedna z największych bibliotek świata drugiej połowy XVIII wieku, jedna z pierwszych w Europie (pierwsza w Polsce), które starały się realizować zadania biblioteki narodowej, gromadząc, katalogując i udostępniając możliwie pełny zasób narodowego piśmiennictwa.
Fundatorami byli bracia – biskupi Józef Andrzej (bibliofil i bibliograf) i Andrzej Stanisław Załuscy (mecenas i organizator). Biblioteka została otwarta dla publiczności 8 sierpnia 1747 w pałacu Daniłowiczowskim. Po upadku insurekcji kościuszkowskiej zbiory Biblioteki zostały zrabowane przez Rosjan i wywiezione w okresie od grudnia 1794 do stycznia 1795 na rozkaz Katarzyny II do Petersburga, gdzie stały się w roku 1814 zrębem Cesarskiej Biblioteki Publicznej (obecna nazwa – Rosyjska Biblioteka Narodowa). Liczący 400 tysięcy tomów, 20 tysięcy rękopisów i 40 tysięcy rycin zbiór doznał uszczuplenia w czasie transportu do Petersburga. Na miejsce dotarło tylko 260 tysięcy woluminów, 11 tysięcy rękopisów i 24 500 rycin.
Po I wojnie światowej zbiory dawnej Biblioteki Załuskich zostały częściowo zwrócone w latach 1921–1934 na mocy traktatu ryskiego. Stopniowo włączane od 1928 do Biblioteki Narodowej, uległy w znacznej części zniszczeniu w 1944, podpalone przez wojska niemieckie.

## Zbiory i ich znaczenie
Zawiązek zbiorów stanowiły prywatne biblioteki Andrzeja Olszowskiego, Andrzeja Chryzostoma Załuskiego i Józefa Andrzeja Załuskiego, pomnożone przez jego braci: Marcina i Andrzeja Stanisława. W skład kolekcji Andrzeja weszły zbiory rodzinne oraz biblioteka Sobieskich, której najcenniejszą część stanowiły zbiory Żółkiewskich, składające się m.in. ze spuścizn po królach Zygmuncie Auguście i Stefanie Batorym.
Kolekcje braci Załuskich obejmowały księgozbiór, rzeźby i płótna, gabinety rycin (przeszło 40 tys. pozycji), numizmatyczny, historii naturalnej, zbiory kartograficzne i matematyczne oraz obserwatorium astronomiczne.
Przed konfiskatą księgozbiór liczył przeszło 400 tys. druków i ok. 12 tys. rękopisów. W zbiorze druków i rękopisów przeważały pozycje niemieckie, a następnie francuskie i włoskie; szczególną jednak wartość posiadały drukowane i rękopiśmienne dokumenty polskie, m.in. roczniki i kroniki polskie od XIV wieku, rękopisy dzieł Orzechowskiego, Stryjkowskiego, Sarnickiego, Lengnicha, Acta Tomicjana, korespondencje Jagiellonów i Wazów, fragmenty archiwów Sobieskich, zbiory listów Chodkiewiczów i Sapiehów, teki Naruszewicza i inne.
Zbiory Biblioteki pomnażano przez zakupy dokonywane za pośrednictwem krajowych i zagranicznych agentów, na aukcjach księgarskich, dzięki darowiznom, wymianie, wyszukiwaniu rzadkich dzieł po klasztorach i zbiorach prywatnych.

## Historia
Plany otwarcia dla publiczności połączonych przed 1732 księgozbiorów braci Załuskich ogłosił w Programma literarium (1732)  Józef Andrzej Załuski. Zbiory braci umieszczono ok. 1734 w klasztorze karmelickim w Warszawie, skąd zostały one na przełomie 1738 i 1739 przeniesione do Marywilu, w którym A.S. Załuski planował urządzenie biblioteki publicznej oraz towarzystwa naukowego. Po sprzedaży Marywilu w 1742 zbiory przeniesiono w 1745 do pałacu Daniłowiczowskiego. Pałac ten, zakupiony w 1736, został poddany przebudowie (ok. 1742–1754) i rozbudowie (ok. 1754–1762). Stopniowo zasiedlany, obejmował m.in. apartamenty J.A. Załuskiego (ok. 1761).
Zbiory zajmowały 29 sal. Sala biblioteczna, obszerna i urządzona z przepychem, była obwiedziona galerią i ozdobiona m.in. przez popiersia i płaskorzeźby przedstawiające uczonych i pisarzy polskich XVII i XVIII w.
Księgozbiór był podzielony na języki, a w obrębie klas językowych na działy; wewnątrz działu książki ustawiano według formatu, a w obrębie formatu stosowano porządek alfabetyczny. Obszerniejsze działy, jak teologia i historia, były jeszcze dzielone na poddziały, i odwrotnie, książki napisane w rzadszych w Bibliotece językach (do nich należał też polski) układano bez dzielenia na dziedziny. Obowiązywały dwie zasady podziału książek na dziedziny wiedzy. Do roku 1787 obowiązywał podział działowy J.A. Załuskiego, a od roku 1787 wprowadzano podział systematyczny Onufrego Kopczyńskiego. W klasyfikacji Załuskiego działy następowały po sobie według ich ówczesnej hierarchii ważności, z edycjami Biblii oraz piśmiennictwem religijnym, teologicznym i filozoficznym na początku każdego zbioru językowego. W klasyfikacji O. Kopczyńskiego, książki dzielono na pięć grup: Wiarę, Rozum, Pamięć, Wyobraźnię i Mowę.
Powstało wiele rękopiśmiennych katalogów części bądź całości zbiorów, wśród nich dwa katalogi rękopisów (1748, 1757); kilka cząstkowych katalogów ogłoszono drukiem.
Zbiory udostępniano początkowo głównie przez wypożyczanie; wobec dużych strat wprowadzono korzystanie z nich wyłącznie na miejscu. Biblioteka była otwarta dwa dni w tygodniu.
Biblioteką kierowali: Jan Daniel Janocki (w latach 1744–1786), a po jego śmierci jezuita Jerzy Koźmiński. W ostatnich latach Bibliotekę uporządkował i zreorganizował pijar Onufry Kopczyński (ok. 1783–1794), pełniący funkcje pomocnika bibliotekarza.

## Podstawy prawne
Obaj bracia mieli różne projekty zabezpieczenia Książnicy. A.S. Załuski planował utworzenie specjalnej fundacji. Plany te zapisał w testamencie (1758). Po śmierci A.S. Załuskiego, 16 grudnia 1758 J.A. Załuski doprowadził do obalenia testamentu brata. W 1761 sporządził własny akt fundacyjny, w którym przekazywał Bibliotekę wraz ze związanymi z nią majątkami i funduszami jezuitom z zachowaniem do śmierci prawa własności i prawa do użytkowania całości zapisanych dóbr. Po śmierci J.A. Załuskiego 9 stycznia 1774 Bibliotekę przejęła Komisja Edukacji Narodowej. Jej pierwszym kustoszem został członek Komisji – Ignacy Potocki.

## Ośrodek życia intelektualnego
Biblioteka była warsztatem prac naukowych i literackich. Z inicjatywy, na podstawie księgozbioru lub dzięki pomocy finansowej braci Załuskich opublikowano przeszło 130 książek, głównie z historii piśmiennictwa, historii Polski, historii Kościoła, prawa, genealogii i heraldyki. Z księgozbioru i pomocy Biblioteki korzystali m.in. Franciszek Bohomolec, Maciej Dogiel, Józef Aleksander Jabłonowski, Stanisław Konarski, Gotfryd Lengnich, Józef Epifani Minasowicz, Wawrzyniec Krzysztof Mitzler de Kolof, Adam Tadeusz Naruszewicz, Kasper Niesiecki, Jan Fryderyk Sapieha, Józef Wybicki. 
W myśl założeń Załuskich Biblioteka pełniła funkcję ośrodka życia naukowego i literackiego w Polsce; J.A. Załuski, uznawany za promotora ludzi nauki w Polsce, rozwijał szerokie kontakty z uczonymi w kraju i za granicą. Co najmniej kilkaset osób korzystało z wiedzy J.A. Załuskiego i J.D. Janockiego i miało dostęp do księgozbioru Biblioteki. J.A. Załuski i J.D. Janocki odpowiadali na nadsyłane do Biblioteki kwerendy genealogiczne, historyczne, prawnicze, księgoznawcze i tekstowe.
Życie umysłowe Warszawy dynamizowały organizowane przy Bibliotece konkursy naukowe i literackie (11 października 1746, 7–9 grudnia 1753, 14 grudnia 1766), towarzystwa czytelnicze (1748–1755, 1756), posiedzenia naukowe, aukcje księgarskie (1761–1762, 1781) oraz spółka wydawnicza (1765–1769); niezrealizowane plany obejmowały także powołanie towarzystwa naukowego (1741, 1772, 1773), szkoły inżynierów wojskowych (projekt L. Kreutza, 1752), drukarni z księgarnią (1747–1754). Z Biblioteką związane były także jedne z pierwszych w Polsce czasopism uczonych (m.in. „Warschauer Bibliothek” (1753–1755) i „Polnischer Buechersaal” (1756)).
Biblioteka Załuskich, uformowana w duchu późnego polihistoryzmu, była czołową instytucją życia umysłowego Rzeczypospolitej lat 1747–1767, „osią krystalizacji” środowiska naukowego i literackiego, reprezentantem polskiej kultury w świecie. Znaczenie jej zmniejszyło się po wywiezieniu J.A. Załuskiego do Kaługi (1767–1773), a zwłaszcza po jego śmierci, gdy zabrakło osobowości na jego miarę, a w kraju doszły do głosu prądy dojrzałego Oświecenia, niechętne zainteresowaniom erudycyjnym, znajdujące dla siebie wyraz w innych niż wielkie biblioteki instytucjach (klubach, salonach, kawiarniach).
Pamięć o Bibliotece była w XIX i XX w. inspiracją dla prac na polu ratowania i utrwalania polskiego dorobku kulturalnego (m.in. dla powołania Biblioteki Ossolińskich).